# Judit Pogány
Dans le nom hongrois Pogány Judit, le nom de famille précède le prénom, mais cet article utilise l’ordre habituel en français Judit Pogány, où le prénom précède le nom.
Judit Pogány, née le 10 septembre 1944 à Kaposvár, est une actrice hongroise.

## Filmographie partielle
- 1981 : Vuk d'Attila Dargay (voix)
- 1982 : Rapports préfabriqués de Béla Tarr
- 1988 : Eldorádó de Géza Bereményi
- 2017 : Whisky Bandit de Nimród Antal